# Kurt Kauffmann
Kurt Kauffmann (* 1902; † 2. April 1993) war ein deutscher Jurist. Er wurde vor allem bekannt als Verteidiger von Ernst Kaltenbrunner im Nürnberger Prozess gegen die Hauptkriegsverbrecher von 1945/1946, in dem Kaltenbrunner als Chef des SS-Sicherheitsdienstes (SD), Chef der Sicherheitspolizei (SiPo), Leiter des Reichssicherheitshauptamtes (RSHA) sowie als höchster überlebender Repräsentant der SS angeklagt war.

## Leben und Tätigkeit
Nach dem Schulbesuch studierte Kauffmann Rechtswissenschaften. 1930 ließ er sich als selbständiger Anwalt mit Kanzlei in Wiesbaden nieder. Am 5. Februar 1931 wurde er Mitglied der Rechtsanwaltskammer in Frankfurt.
1933 trat er der NSDAP bei.

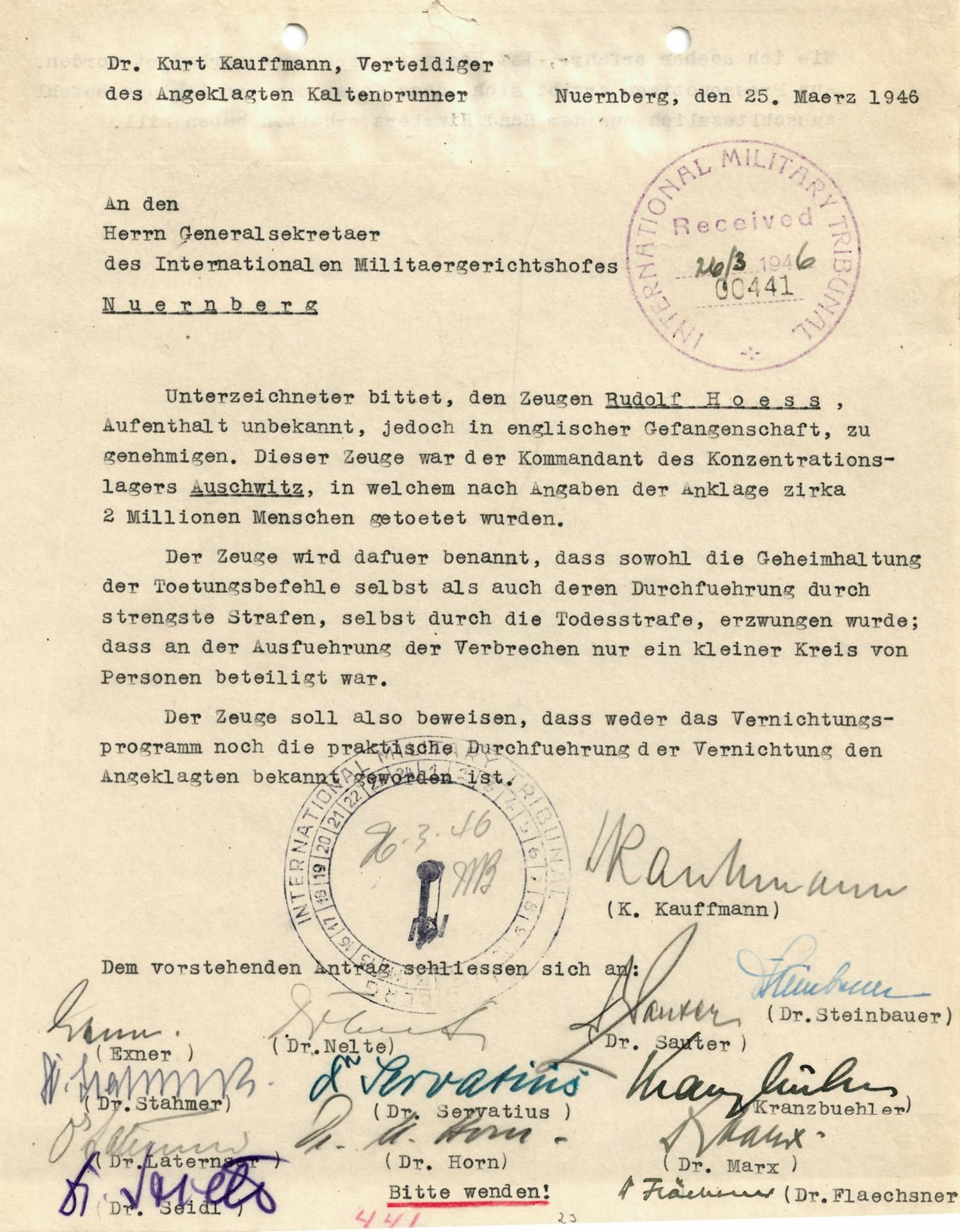
Antrag Rudolf Höß als Entlastungszeuge für Ernst Kaltenbrunner zuzulassen (1946)

Im Herbst 1945 wählten die vier Siegermächte des Zweiten Weltkriegs Ernst Kaltenbrunner, der von 1942 bis 1945 als Leiter des Reichssicherheitshauptamtes und Chef des SD amtiert hatte, als einen von 21 führenden Männern der NS-Diktatur aus, die sie im ersten der sogenannten Nürnberger Prozesse, dem sogenannten „Prozess gegen die Hauptkriegsverbrecher“, vor dem von ihnen geschaffenen Internationalen Militärtribunal in Nürnberg anklagten. Bei den Nürnberger Prozessen handelte es sich um eine Reihe von Prozessen, in denen die alliierten Mächte Angehörige der deutschen Staats- und Militärführung sowie Angehörige von Organisationen der NSDAP, die sie verdächtigten, sich während des Zweiten Weltkriegs verwerflicher Handlungen schuldig gemacht zu haben, zur Klärung dieser Verdächtigungen Prozessen vor einem zu diesem Zweck eingerichteten internationalen Gericht unterwarfen, eben dem genannten Internationalen Militärtribunal. Kaltenbrunner wurde im ersten dieser Prozesse angeklagt, sich durch seine Tätigkeit als Dirigent der deutschen Polizeikräfte und des Nachrichtendienstes der SS während der zweiten Hälfte des Zweiten Weltkriegs der durch das Londoner Statut geschaffenen Straftatbestände schuldig gemacht zu haben Kriegsverbrechen sowie crimes against humanity (Verbrechen gegen die Menschheit, irrtümlich – aber gängig – auch als Verbrechen gegen die Menschlichkeit eingedeutscht) begangen zu haben.
Nachdem das Gericht Kaltenbrunner Gelegenheit gegeben hatte, sich während des folgenden Prozesses durch einen deutschen Anwalt vertreten zu lassen, wählte er Karl Kauffmann als seinen Rechtsbeistand aus.
Der folgende Prozess dauerte vom Oktober 1945 bis September 1946. Im Urteil vom September 1946 kam das Gericht zu dem Ergebnis, dass Kaltenbrunner in beiden Anklagepunkten schuldig sei, und verurteilte ihn zum Tode durch den Strang. Er wurde daraufhin im Oktober 1946 hingerichtet.
Weitere vielbeachtete Prozesse der Nachkriegszeit, an denen Kauffmann als Verteidiger mitwirkte, waren der Wiesbadener Hadamar-Prozess, der die Tötung von 476 polnischen und sowjetischen Zwangsarbeitern in der gleichnamigen Heilanstalt zum Gegenstand hatte, sowie der Prozess gegen Rudolf Brandt als Teil des Ärzteprozesses.

## Schriften
- Begriff und Wirkung fehlerhafter Entscheidungen im Zivilprozeß, 1932.